# Jeanne de Laval, paní de Senneterre
Jeanne de Laval, paní de Senneterre (3. září 1549, Maillé – 1586, Logis de la Médée, Paříž) byla královská milenka.

## Životopis
Byla dcerou Gillese II. de Laval-Loé a neteří Louise de Sainte-Maureho (také známého jako Guy XVIII. de Laval, hrabě de Joigny a markýz de Nesle). Dne 14. února 1564 se provdala za státního radu François de Saint-Nectaire, rytíře řádu sv. Ducha.
Jejími dětmi byli:
- Diane, manželka Christopha de Polignac, barona de Chalencon a dvorní dáma francouzské královny Louise de Lorraine-Vaudémont
- Magdeleine, dvorní dáma Kateřiny Medicejské a poté dvorní dáma hraběnky de Soissons
- Henri de Saint-Nectaire

Byla ale také milenkou francouzského krále Jindřicha III., který si ji vážil pro její důvtip. Král k ní měl vášnivý vztah a když ležela na smrtelném loži, tak se s ní přišel rozloučit.